# 西尼亞瓦 (羅馬尼夫區)
50°11′7″N 28°1′13″E / 50.18528°N 28.02028°E
西尼亞瓦（烏克蘭語：Синява），是烏克蘭北部的村莊，隸屬日托米爾州的日托米爾區。該村面積30.6平方公里，海拔高度230米，2001年人口24，人口密度每平方公里0.78人。